# Бурнацком
Центральный национальный комитет бурят-монголов Восточной Сибири (Бурнацком) — высший исполнительный и распорядительный орган государственной власти бурят в 1917—1919 годах. Первый высший исполнительно-распорядительный орган бурят Забайкальской области и Иркутской губернии по вопросам национально-государственного строительства.

## История
7-12 апреля 1917 года в Иркутске состоялся губернский съезд представителей бурятского населения ( присутствовало 300 человек). На съезде были приняты решения о создании национальной автономии бурят, об отмене калыма, об организации медицинской помощи бурятскому населению Иркутской губернии за счёт общегосударственных средств.
23-25 апреля 1917 года в городе Чите прошёл I общебурятский съезд бурят-монголов Восточной Сибири, где было решено осуществить национализацию школы, ввести делопроизводство на бурятском языке, организовать типографию, издательское дело.
Образован 25 апреля 1917 года в соответствии с решением I Всебурятского съезда путём преобразования из Временного организационного комитета по делам автономии бурят-монголов. Резиденцией Центрального национального бурятского комитета был город Чита, в Иркутске был создан его отдел — Иркутский национальный комитет.
Основная задача Бурнацкома заключалась в организации выборов в Учредительное собрание и «подготовке бурятского населения к введению земского самоуправления». В функции комитета также входило развертывание сети национальных культурно-просветительских учреждений, издательств и органов пропаганды, создание отрядов самообороны улан-цагда и т.д. Комитет сформировал систему национальных административно-территориальных образований (аймак, хошун, сомон), которые строились по принципу земства и назывались земскими управами.
Бурнацком стал органом бурятской национальной автономии «Буряад-Монгол улс» (Государство Бурят-Монголия), в которую включались земли вокруг Байкала, заселённые бурятами.
14 мая 1917 года прошло заседание Иркутского отдела Бурнацкома где присутствовали Тунуханов Иннокентий Иванович, М.М. Барбаев, А.И. Ертагаев, М.П Трубачеева, М.Н. Ербанов.
10-16 июля 1917 года в Гусинозёрском дацане под председательством Пандито Хамбо Ламы Даши Доржо Итигэлова прошёл II Общебурятский съезд, где рассматривались вопросы религии и буддийского духовенства. Съезд поставил задачу — превратить дацаны в культурные центры с философскими, медицинскими, математическими, астрологическими и филологическими школами, а лам — в «учёных просветителей». Съезд принял решение о распространении буддизма среди бурят Иркутской губернии, а также предлагал помимо выборного Пандито Хомбо ламы ввести в церкви институт съездов духовенства  и мирян, а в период между съездами поручать ведение дел коллегиальному исполнительному органу - Центральному Комитету по религиозным делам. Кроме того, съезды и приходские собрания получали право контроля над расходованием пожертвований. Членами Бурятского Центрального Национального Комитета бурят-монголов (Бурнацком) были избраны Б.Б. Барадин (ПСР), Чойжил Лхамо Базарович (ПСР), Гомбожаб Цыбиков, Цыбен Жамцарано (ПСР), Н.А. Хазагаев (ПСР), М.Н. Богданов (ПСР), Э.-Д. Ринчино (ПСР), Базаров, Н.В. Преловский, Цогто Бадмажапов (член национально-демократической партии), Намдак Дылыков, А Тугултуров, Г Ринчинэ (ПСР), Т, Болдон, Ч. Очиров.
10 августа 1917 года в Иркутске в помещении музея прошёл бурятский губернский съезд, рассмотревший предложения о введении земства, о выборах в Учредительное собрание, заслушавший доклад о деятельности Бурнацкома и обсудивший в том числе и другие вопросы.
А 20 сентября 1917 года в Иркутске в стенах Музея Географического общества был проведён общебурятский съезд представителей  хошунных и аймачных судей по упорядочению судопроизводства аймаков"
8-15 октября в Верхнеудинске прошёл III Общебурятский съезд. На нём был создан единый верховный орган власти - Центральный бурятский национальный комитет с резиденцией в Чите и его отдел в Иркутске- Иркутский национальный комитет.
25-30 апреля 1918 года вновь прошёл Съезд бурят Иркутской губернии.
В апреле 1918 Бурнацком формально признал Советскую власть. После освобождения Забайкалья от большевиков Бурнацком также формально признал режим Г.М.Семенова и в ноябре 1918 года комитет был преобразован в Бурят-Монгольскую народную думу (Бурнардума). Таким образом, в 1918–19 политика Бурнацкома заключалась в стремлении пресечь попытки вмешательства в процесс становления национальной автономии как со стороны Советской власти, так и белого режима.
29 мая 1918 года Бурнацкомом принято решение о создании военных отрядов "Улаан-Цагда" (с бур. "Красная гвардия"), была объявлена мобилизация по аймакам для создания конных аймачных отрядов по обеспечению спокойствия и порядка в тылу действующей армии.
20-24 ноября 1918 года в Верхнеудинске прошёл общебурятский съезд, где с докладом  об итогах деятельности Бурнацкома  выступил Э.-Д. Ринчино. Съезд принял решение поддерживать власть атамана Семёнова. На съезде вместо Бурнацкома  была образована Бурятская народная дума. Председателем думы стал Даши Сампилон, имевший хорошие связи с атаманом Семёновым.
23 января 1919 года Бурнардума выпустила указ о мобилизации бурят в армию, в ряды монголо-бурятской бригады "Зоригто-батор" в составе войск атамана Семёнова, мобилизации подлежали около 2000 человек из Агинского, Селенгинского, Хринского и Баргузинского аймаков.
В 1919 году в Чите вышло два номера печатного органа Бурнацкома "Бурят-Монгольская дума" на бурятском языке.
Осенью 1919 года Бурнардума фактически была разгромлена из-за несогласия с политикой атамана Семёнова. Однако, объявила о своем роспуске лишь в октябре 1920 года.
2 марта 1920 года Рабоче-крестьянская Красная армия вместе с партизанскими отрядами освободила Верхнеудинск при нейтралитете 2-тысячного японского гарнизона. Через две недели 16 марта 1919 года в Верхнеудинске собрались на совещание представители бурят Селенгинского, баргузинского и части Хоринского аймаков, которые 20 марта 1920 года создали Народно-революционный комитет бурят-монголов забайкальской области Дальневосточной республики (Бурнарревком). В задачи комитета входили обеспечение условий создания революционных органов управления (ревкомов) в аймачных, хошунных и сомонных центрах и организации созыва съезда представителей бурят. председателем общебурятского народно-революционного комитета был избран Э.-Д. Ринчино, секретарём - А. Рябцев. Бурнарревком распущен в июле 1921 года.
6 апреля 1920 года в Верхнеудинске на съезде представителей трудящихся Прибайкалья образована Дальне-восточная республика (ДВР).
23 мая - 3 июня 1920 года в Верхнеудинске прошёл съезд представителей бурятского населения Баргузинского, Хоринского и Селенгинского аймаков, На съезд собрались 43 делегата, представлявшие разные политические партии, которые образовали Народно-революционные комитет бурят-монголов Дальнего Востока, в него были избраны  Э.-Д. Ринчино, П.Н. Дамбинов, Б. Цыренжапов и Ц.А. Асалханов.
5 ноября 1920 года Бурнарревком переехал в Читу.
12 февраля 1921 года на Учредительном собрании ДВР в Чите Бурнарревком распущен и образовано Временное управление Бурят-Монгольской автономной области ДВР.

## Председатели Бурнацкома
- Элбек-Доржи Ринчино — апрель—декабрь 1917 года
- Цыбен Жамцарано — декабрь 1917 — март 1918 года
- Михаил Богданов — март—апрель 1918 года
- Даши Сампилон — апрель 1918 — осень 1919 года

- Г. Ринчинэ — секретарь
- Ж. Шойванов — казначей